# Zespół Ohtahary
Zespół Ohtahary (wczesnoniemowlęca encefalopatia padaczkowa, ang. Ohtahara syndrome, early infantile epileptic encephalopathy with burst-suppression, EIEE) – zespół padaczkowy objawiający się klinicznie w pierwszych trzech miesiącach życia, zazwyczaj jeszcze w okresie noworodkowym. Etiologia nie jest do końca wyjaśniona; uważa się, że podłożem EIEE mogą być zaburzenia metaboliczne lub wady wrodzone ośrodkowego układu nerwowego. W większości przypadków znaczne zaburzenia strukturalne. Nie stwierdzono do tej pory genetycznych uwarunkowań zespołu Ohtahary. Napady padaczkowe w EIEE najczęściej mają charakter napadów nieświadomości, mioklonii, napadów tonicznych i toniczno-klonicznych, częściowych złożonych, niekiedy wtórnie uogólnionych. W EEG widoczny wzór salwa-stłumienie. Ponadto występuje nasilona encefalopatia.
Leczenie jest trudne; możliwości terapeutyczne są ograniczone. Stosuje się leki przeciwpadaczkowe i kortykosteroidy. Z biegiem czasu EIEE ewoluuje w kierunku innych zespołów padaczkowych, zazwyczaj są to zespół Westa lub zespół Lennoxa-Gastauta. EIEE opisał jako pierwszy w 1976 roku japoński epileptolog Shunsuke Ōtahara i wsp. Rokowanie złe.